# Gustav Friedrich Wucherer
Gustav Friedrich Wucherer (Karlsruhe, 24 de janeiro de 1770 – Freiburg im Breisgau, 5 de abril de 1843) foi um professor de física alemão.

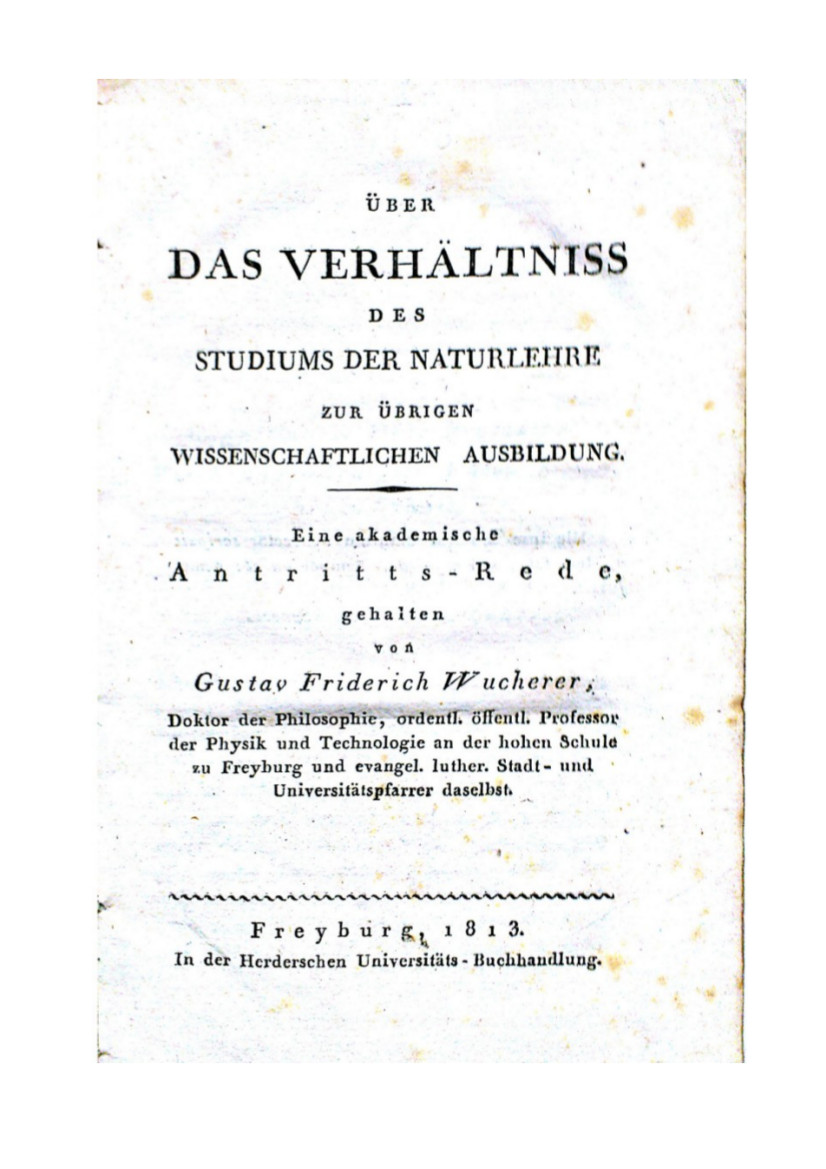
Capa de sua "aula inaugural"